# دوست‌دختر در کما (فیلم)
دوست‌دختر در کما (انگلیسی: Girlfriend in a Coma) یک فیلم است که در سال ۲۰۱۲ منتشر شد.